# Unione Sportiva Avellino 1978-1979
Questa voce raccoglie le informazioni riguardanti l'Unione Sportiva Avellino nelle competizioni ufficiali della stagione 1978-1979.

## Stagione
Nella stagione del proprio esordio in Serie A, l'Avellino ha conquistato la salvezza con una giornata d'anticipo, grazie a una vittoria sull'Inter al penultimo turno. Ha raccolto 26 punti, 2 in più delle retrocesse Atalanta e L.R. Vicenza, 9 in più del Verona. Scudetto vinto dal Milan per la decima volta, con 44 punti.
Nella fase a giorni di Coppa Italia giocata nel precampionato l'Avellino si è piazzato al secondo posto, alle spalle del Perugia che accede ai quarti di finale, non avendolo superato (0-0) nello scontro diretto dell'ultima giornata al Partenio.

## Divise
Viene inizialmente confermata la divisa della stagione precedente (maglia verde con colletto e bordi bianchi), in seguito, con la sottoscrizione del contratto con il fornitore tecnico Puma, le maglie vedono la comparsa di alcune strisce sulle spalle.
| 1ª divisa | 2ª divisa |  |

## Organigramma societario
Area direttiva
- Presidente: Vincenzo Matarazzo
- Direttore generale: Carlo Mupo
- Segretario: Alfonso Carpenito

Area tecnica
- Allenatore: Rino Marchesi
- Allenatore in seconda: Spartaco Landini
- Collaboratore: Ferdinando Del Gaudio

Area sanitaria
- Medico sociale: Franco Cerullo
- Massaggiatori: Vincenzo De Luca Picioni e Michelino Lombardini

## Rosa
| N. |                   | Ruolo | Calciatore                         |
| -- | ----------------- | ----- | ---------------------------------- |
|    | Italia (bandiera) | P     | Sabino Aquino                      |
|    | Italia (bandiera) | P     | Enrico Cavalieri                   |
|    | Italia (bandiera) | P     | Ottorino Piotti                    |
|    | Italia (bandiera) | D     | Paolo Beruatto                     |
|    | Italia (bandiera) | D     | Cesare Cattaneo                    |
|    | Italia (bandiera) | D     | Eliseo Croci                       |
|    | Italia (bandiera) | D     | Salvatore Di Somma                 |
|    | Italia (bandiera) | D     | Antonio La Palma                   |
|    | Italia (bandiera) | D     | Gian Filippo Reali (vice capitano) |
|    | Italia (bandiera) | D     | Moreno Roggi                       |
|    | Italia (bandiera) | D     | Vincenzo Romano (II)               |
|    | Italia (bandiera) | C     | Lucio Bernardini                   |
|    | Italia (bandiera) | C     | Giorgio Boscolo                    |

| N. |                   | Ruolo | Calciatore                  |
| -- | ----------------- | ----- | --------------------------- |
|    | Italia (bandiera) | C     | Pasquale Casale             |
|    | Italia (bandiera) | C     | Gian Carlo Ceccarelli       |
|    | Italia (bandiera) | C     | Ezio Galasso                |
|    | Italia (bandiera) | C     | Adriano Lombardi (capitano) |
|    | Italia (bandiera) | C     | Sandro Magnini              |
|    | Italia (bandiera) | C     | Maurizio Montesi            |
|    | Italia (bandiera) | C     | Mario Piga                  |
|    | Italia (bandiera) | A     | Gianluca De Ponti           |
|    | Italia (bandiera) | A     | Giuseppe Massa              |
|    | Italia (bandiera) | A     | Marco Piga                  |
|    | Italia (bandiera) | A     | Giancarlo Tacchi            |
|    | Italia (bandiera) | A     | Ugo Tosetto                 |
|    | Italia (bandiera) |       | Izzo                        |

## Risultati

### Serie A

#### Girone di andata
| Arbitro: | Mattei (Macerata) |

|             |           |  |
| Buriani 79’ | Marcatori |  |

| Arbitro: | Casarin (Milano) |

|                        |           |                                           |
| Manfredonia 16’ (aut.) | Marcatori | 13’ (rig.), 89’ Giordano 80’ Garlaschelli |

| Arbitro: | Lo Bello (Siracusa) |

|           |           |  |
| Greco 85’ | Marcatori |  |

| Arbitro: | Lops (Torino) |

|                               |           |  |
| De Ponti 29’ (rig.) Massa 81’ | Marcatori |  |

| Perugia 29 ottobre 1978 5ª giornata | Perugia         | 0 – 0 | Avellino | Stadio Renato Curi\| Arbitro: \| Menegali (Roma) \| |
| Arbitro:                            | Menegali (Roma) |       |          |                                                     |

| Avellino 5 novembre 1978 6ª giornata | Avellino             | 0 – 0 | Catanzaro | Stadio Partenio\| Arbitro: \| Barbaresco (Cormons) \| |
| Arbitro:                             | Barbaresco (Cormons) |       |           |                                                       |

| Bologna 12 novembre 1978 7ª giornata | Bologna          | 0 – 0 | Avellino | Stadio Comunale\| Arbitro: \| Benedetti (Roma) \| |
| Arbitro:                             | Benedetti (Roma) |       |          |                                                   |

| Arbitro: | D'Elia (Salerno) |

|              |           |                |
| De Ponti 36’ | Marcatori | 72’ G. Savoldi |

| Arbitro: | Prati (Parma) |

|           |           |                 |
| Reali 53’ | Marcatori | 73’ D. Pagliari |

| Arbitro: | Lops (Torino) |

|                         |           |              |
| Ugolotti 71’ Pruzzo 81’ | Marcatori | 50’ De Ponti |

| Arbitro: | Paparesta (Bari) |

|                  |           |              |
| P. Rossi 3’, 89’ | Marcatori | 68’ De Ponti |

| Arbitro: | Casarin (Milano) |

|                                       |           |              |
| Mario Piga 65’ De Ponti 74’ Massa 77’ | Marcatori | 57’ Anastasi |

| Avellino 7 gennaio 1979 13ª giornata | Avellino             | 0 – 0 | Atalanta | Stadio Partenio\| Arbitro: \| Barbaresco (Cormons) \| |
| Arbitro:                             | Barbaresco (Cormons) |       |          |                                                       |

| Arbitro: | Agnolin (Bassano del Grappa) |

|                             |           |  |
| G. Marini 15’ Altobelli 65’ | Marcatori |  |

| Avellino 21 gennaio 1979 15ª giornata | Avellino        | 0 – 0 | Juventus | Stadio Partenio\| Arbitro: \| Milan (Treviso) \| |
| Arbitro:                              | Milan (Treviso) |       |          |                                                  |

#### Girone di ritorno
| Arbitro: | Michelotti (Parma) |

|               |           |  |
| V. Romano 14’ | Marcatori |  |

| Roma 4 febbraio 1979 17ª giornata | Lazio             | 0 – 0 | Avellino | Stadio Olimpico\| Arbitro: \| Tonolini (Milano) \| |
| Arbitro:                          | Tonolini (Milano) |       |          |                                                    |

| Arbitro: | Mascia (Milano) |

|           |           |           |
| Massa 65’ | Marcatori | 31’ Greco |

| Arbitro: | Prati (Parma) |

|  |           |              |
|  | Marcatori | 83’ De Ponti |

| Arbitro: | Agnolin (Bassano del Grappa) |

|  |           |           |
|  | Marcatori | 82’ Bagni |

| Catanzaro 11 marzo 1979 21ª giornata | Catanzaro        | 0 – 0 | Avellino | Stadio Militare\| Arbitro: \| Casarin (Milano) \| |
| Arbitro:                             | Casarin (Milano) |       |          |                                                   |

| Avellino 18 marzo 1979 22ª giornata | Avellino       | 0 – 0 | Bologna | Stadio Partenio\| Arbitro: \| Pieri (Genova) \| |
| Arbitro:                            | Pieri (Genova) |       |         |                                                 |

| Arbitro: | Ciulli (Roma) |

|                                 |           |  |
| G. Savoldi 14’, 76’ Valente 63’ | Marcatori |  |

| Arbitro: | Barbaresco (Cormons) |

|          |           |  |
| Sella 8’ | Marcatori |  |

| Avellino 8 aprile 1979 25ª giornata | Avellino           | 0 – 0 | Roma | Stadio Partenio\| Arbitro: \| Michelotti (Parma) \| |
| Arbitro:                            | Michelotti (Parma) |       |      |                                                     |

| Arbitro: | Bergamo (Livorno) |

|                                      |           |              |
| Carrera(autogoal) 36’ Marco Piga 83’ | Marcatori | 53’ P. Rossi |

| Arbitro: | Pieri (Genova) |

|                 |           |  |
| A. Moro 7’, 78’ | Marcatori |  |

| Bergamo 29 aprile 1979 28ª giornata | Atalanta             | 0 – 0 | Avellino | Stadio Comunale\| Arbitro: \| Barbaresco (Cormons) \| |
| Arbitro:                            | Barbaresco (Cormons) |       |          |                                                       |

| Arbitro: | Prati (Parma) |

|               |           |  |
| Mario Piga 9’ | Marcatori |  |

| Arbitro: | Bergamo (Livorno) |

|                            |           |                             |
| Bettega 54’ Verza 55’, 65’ | Marcatori | 71’, 77’ De Ponti 86’ Massa |

### Coppa Italia

#### Primo turno
| Arbitro: | Vitali (Bologna) |

|                 |           |                     |
| G.C. Ferrari 8’ | Marcatori | 52’ (aut.) Zucchini |

| Arbitro: | Lanzafame (Taranto) |

|          |           |  |
| Massa 8’ | Marcatori |  |

| Arbitro: | Materassi (Firenze) |

|             |           |           |
| Catania 71’ | Marcatori | 66’ Roggi |

| Avellino 17 settembre 1978 5ª giornata | Avellino      | 0 – 0 | Perugia | Stadio Partenio\| Arbitro: \| Longhi (Roma) \| |
| Arbitro:                               | Longhi (Roma) |       |         |                                                |

## Statistiche

### Statistiche di squadra
| Competizione | Punti | In casa | In casa | In casa | In casa | In casa | In casa | In trasferta | In trasferta | In trasferta | In trasferta | In trasferta | In trasferta | Totale | Totale | Totale | Totale | Totale | Totale | DR |
| Competizione | Punti | G       | V       | N       | P       | Gf      | Gs      | G            | V            | N            | P            | Gf           | Gs           | G      | V      | N      | P      | Gf     | Gs     | DR |
| ------------ | ----- | ------- | ------- | ------- | ------- | ------- | ------- | ------------ | ------------ | ------------ | ------------ | ------------ | ------------ | ------ | ------ | ------ | ------ | ------ | ------ | -- |
| Serie A      | 26    | 15      | 5       | 8       | 2       | 13      | 9       | 15           | 1            | 6            | 8            | 6            | 17           | 30     | 6      | 14     | 10     | 19     | 26     | -7 |
| Coppa Italia |       | 2       | 1       | 1       | 0       | 1       | 0       | 2            | 0            | 2            | 0            | 2            | 2            | 4      | 1      | 3      | 0      | 3      | 2      | +1 |
| Totale       | -     | 17      | 6       | 9       | 2       | 14      | 9       | 17           | 1            | 8            | 8            | 8            | 19           | 34     | 7      | 17     | 10     | 22     | 28     | -6 |

### Statistiche dei giocatori
| Giocatore      | Serie A  | Serie A | Serie A     | Serie A    | Coppa Italia | Coppa Italia | Coppa Italia | Coppa Italia | Totale   | Totale | Totale      | Totale     |
| Giocatore      | Presenze | Reti    | Ammonizioni | Espulsioni | Presenze     | Reti         | Ammonizioni  | Espulsioni   | Presenze | Reti   | Ammonizioni | Espulsioni |
| -------------- | -------- | ------- | ----------- | ---------- | ------------ | ------------ | ------------ | ------------ | -------- | ------ | ----------- | ---------- |
| P. Beruatto    | 12       | 0       | ?           | ?          | -            | -            | -            | -            | 12       | 0      | 0+          | 0+         |
| G. Boscolo     | 27       | 0       | ?           | ?          | 4            | 0            | ?            | ?            | 31       | 0      | ?           | ?          |
| P. Casale      | 10       | 0       | ?           | ?          | -            | -            | -            | -            | 10       | 0      | 0+          | 0+         |
| C. Cattaneo    | 27       | 0       | ?           | ?          | 4            | 0            | ?            | ?            | 31       | 0      | ?           | ?          |
| G. De Ponti    | 29       | 8       | ?           | ?          | 4            | 0            | ?            | ?            | 33       | 8      | ?           | ?          |
| S. Di Somma    | 27       | 0       | ?           | ?          | 3            | 0            | ?            | ?            | 30       | 0      | ?           | ?          |
| E. Galasso     | 5        | 0       | ?           | ?          | 3            | 0            | ?            | ?            | 8        | 0      | ?           | ?          |
| A. La Palma    | 1        | 0       | ?           | ?          | 2            | 0            | ?            | ?            | 3        | 0      | ?           | ?          |
| A. Lombardi    | 24       | 0       | ?           | ?          | 4            | 0            | ?            | ?            | 28       | 0      | ?           | ?          |
| G. Massa       | 23       | 4       | ?           | ?          | 3            | 1            | ?            | ?            | 26       | 5      | ?           | ?          |
| M. Montesi     | 20       | 0       | ?           | ?          | 2            | 0            | ?            | ?            | 22       | 0      | ?           | ?          |
| M. Piga        | 5        | 1       | ?           | ?          | -            | -            | -            | -            | 5        | 1      | 0+          | 0+         |
| M. Piga        | 20       | 2       | ?           | ?          | 3            | 0            | ?            | ?            | 23       | 2      | ?           | ?          |
| O. Piotti      | 30       | -26     | ?           | ?          | 4            | -2           | ?            | ?            | 34       | -28    | ?           | ?          |
| F. Reali       | 28       | 1       | ?           | ?          | 4            | 0            | ?            | ?            | 32       | 1      | ?           | ?          |
| M. Roggi       | 9        | 0       | ?           | ?          | 4            | 1            | ?            | ?            | 13       | 1      | ?           | ?          |
| V. Romano (II) | 21       | 1       | ?           | ?          | 1            | 0            | ?            | ?            | 22       | 1      | ?           | ?          |
| G. Tacchi      | 19       | 0       | ?           | ?          | 3            | 0            | ?            | ?            | 22       | 0      | ?           | ?          |
| U. Tosetto     | 20       | 0       | ?           | ?          | 3            | 0            | ?            | ?            | 23       | 0      | ?           | ?          |